# 프리드리히 빌헬름 2세 (프로이센)
프리드리히 빌헬름 2세(독일어: Friedrich Wilhelm II, 1744년 9월 25일 ~ 1797년 11월 16일)는 프로이센의 제4대 국왕 (1786년 ~ 1797년)이었다.  1744년에 태어난 그는 자신의 10대 초반에 자신의 삼촌 프리드리히 대왕에게 추정상속인이 되었다.  자신의 삼촌의 분노에 많이 프리드리히 빌헬름은 자신의 초기 세월의 대부분을 예술에서 자신의 흥미를 추구하는 데 보냈다.  자신의 지혜에 불구하고 프랑스 혁명이 일어난 동안 그의 지휘는 자신이 통치자가 되는 데 무능했다는 인상을 창조하였다.  그 후에 프리드리히 빌헬름은 대부분 행정부를 멀리 하였다.  다른 손에 그는 외교 혹은 아무 왕실 행정부 활동에서 자신을 탐닉하게 두지 않은 것으로 자신의 삼촌에 원한을 품었다.  그럼에 불구하고 프리드리히 빌헬름이 국왕이 되었을 때 그는 유능한 통치자가 될 것으로 자신을 증명하였다.  하지만 군사 문제에 대한 그의 관심 부족은 프로이센의 거대한 힘인 군대의 몰락을 일으켰다.  이것에 불구하고 프로이센은 그 영토들을 확장시켰다.  그의 저명한 외교 정책들 중에는 프랑스 혁명에 반대하는 데 신성 로마 황제 레오폴트 2세와 서명한 오스트리아-프로이센 연합이었다.  하지만 그는 후에 유럽에서 프로이센이 보이콧한 것으로 이끈 프랑스와 동맹을 맺었다.  그의 국내 정책들은 그의 주제들과 함께 그에게 인기를 얻게 하였다.  명성은 그가 좋아했던 요한 크리스토프 폰 뵐너의 이론들에 근거한 1788년 종교 칙령을 부과하는 데 그의 악명 높은 조치에 의해 손상되었다.

## 어린 시절
프로이센 왕국의 수도 베를린에서 아우구스트 빌헬름 폰 프로이센 왕자와 루이제 폰 브라운슈바이크볼펜뷔텔 공작 부인에게 태어났다.
프리드리히 빌헬름의 삼촌 (아우구스트 빌헬름의 형) 프리드리히 대왕은 자녀가 없었다.  그러므로 1758년 아우구스트 빌헬름이 사망했을 때 그의 아들은 추정상속인이 되었다.  
여유롭고 선동적인 소년이었던 프리드리히 빌헬름은 물질적 쾌락을 사랑하며 자랐다.
그럼에 불구하고 그는 지혜의 남성이자 예술, 특히 음악의 훌륭한 후원자였다.  그가 좋아하는 음악가들은 루이지 보케리니, 볼프강 아마데우스 모차르트와 루트비히 판 베토벤을 포함하였다.  그는 유럽의 전체에 걸쳐 명성을 얻은 사적인 오케스트라를 소유하였다.  프리드리히 빌헬름은 또한 다작의 첼로 연주자였다.  
프리드리히 대왕은 공개적으로 그의 예술적 추구에 반대하였고 그의 예술적인 영혼은 그가 유능한 통치자가 되게 하지 않을 것을 믿었다.  전자는 프랑스 혁명이 일어난 동안 후자가 책임감 있게 활동할 것을 기대하였다.
하지만 국왕은 가장 두드러진 것들 중에 1780년 러시아의 왕궁으로 비생산적인 기밀 사절이었던 것이었던 다양한 업무들에 그를 임명하지 않았다.
하지만 프리드리히 빌헬름은 자신의 삼촌과 유능한 통치자로서 무능으로 자신에게 그의 과실을 비난하였다.  그는 자신의 삼촌이 자신에게 외교와 행정부의 방향들을 전혀 가르칠 생각을 한 적이 없던 것을 믿었다.
1781년 그는 종교적 황홀경의 실행인 신비주의로 향하여 그러고나서 "장미십자회"의 영혼적이자 문화적 운동에 가입하였다.  그 무렵 그는 요한 루돌프 폰 비쇼프스베르더와 국왕이 "위험하고 흥미로운 성직자"로 묘사했던 프로이센의 목사이자 정치인 요한 크리스토프 폰 뵐너의 영향력 아래 있었다.

## 왕으로 즉위와 그의 군림
1786년 8월 17일 프리드리히 빌헬름은 왕위에 올랐다.  국왕으로서 모두를 놀라게 그는 자신의 주제들의 부담을 줄였던 여러 계획들을 소개하였다.  

### 세금징수
그는 자신의 삼촌의 군림에서 이어졌던 억압적인 프랑스식 세금 징수 제도를 개혁하였고, 무역을 장려하였고, 관세를 줄였고 도로와 운하들을 건설하였다. 그는 자신의 삼촌의 군림에 반대하면서 커피, 설탕과 담배 산업들의 독점을 끝냈다.  하지만 그는 수익의 손실을 덮는 데 맥주, 밀가루와 설탕에 소비세를 인상하였다.

### 문학
그는 자신의 삼촌의 군림 동안 놓였던 독일어에 금지를 해제하였다.  그는 프로이센 학술원에 많은 독일의 작가들을 환영하였다.

### 법과 뵐너 등용
프리드리히 대왕이 시작한 "프로이센 국가를 위한 일반 주법"이 프리드리히 빌헬름 2세의 통치 아래 1794년에 완료되었다.
1786년 8월 26일 그는 뵐너를 재정을 위한 새로운 추밀원으로 임명하였다.  그는 자신이 직위를 공식적으로 선언하지 않았어도 결국적으로 뵐너에게 총리의 모든 권한들을 부여하였다.
뵐너는 전체의 국내 정세에 관한 결정들을 만들고 왕국의 재정과 경제 개혁들을 위하여 일하였다.
프리드리히 빌헬름 2세는 자신의 상담에 비쇼프스베르더를 포함하였으나 공식적인 문서들에 의하면 후자는 단순 전공의 직위를 보유하였다.  비쇼프스베르더는 1789년 부장의 직위로 승진되었다.
뵐너에게 그런 이렇게 중요한 위치를 부여하는 데 국왕의 결정은 거대하게 반대되었다.  그것에 불구하고, 후자는 1788년 7월 3일 국가와 정의의 활동적 추밀원이 되었다.    

### 종교정책
그는 또한 루터교와 칼뱅교 정세를 위한 영적 부서의 우두머리로 임명되었다.  
임명은 국가에서 오래 가는 종교 개혁들을 가져왔고 국왕에 의하여 거대하게 후원되었다.
그해 7월 9일에 선언된 법안에 의하면 개신교 목사들은 자신들의 공식적 책들에서 언급되지 않은 것을 가르치는 데 허용되지 않았고, 교육적 설립들은 정통 성직자들에 의하여 감독될 것이었다.
법안의 목적은 기독교를 보호하고 프로이센을 안정적인 기독교 국가의 전형으로 만드는 것이었다.

### 출판정책
12월 18일 법률은 출판인들에 검열을 행사하고 전체의 출판된 책들의 정통을 보장하는 데 통과되었다.  이 일은 왕국으로부터 정기 간행물 〈Allgemeine Deutsches Biblothek〉과 〈Berliner Monatsschrift〉를 축출하였다.
1791년 "즉시 검사 위원회"로 알려진 개신교 위원회는 교회와 교육 조직들에서 임명들을 감독하는 데 베를린에서 설립되었다.
종교령은 대중 앞에서 종교적인 주제에 말하는 것으로부터 왕국의 국민들을 방지하였고 안정적인 시민 사회를 유지하였다.  아무리 이것이 강제로 부과되었고 중요한 안정화 인자였어도 종교령은 프로이센을 완전한 기독교 상태로 만드는 것에 비효율적임이 밝혀졌다.
프리드리히 빌헬름 2세는 시도의 실패로 뵐너의 "게으름과 허무함"을 비난하였고 1794년 세속직에서 그를 해임시켰다.
그의 군사 개혁과 외교 정책들은 국가에 많은 도움이 되었다.  이 면에 프로이센 군대의 성장에 불구하고 국가가 부담하는 부채가 군사 훈련 프로그램들의 품질을 낮추었다.  그것은 또한 유럽 정세에 개입하는 프리드리히 빌헬름 2세의 걔획들로 장애였다.
충분한 자금의 부족은 또한 프랑스 혁명이 국가에서 군주를 위험에 빠뜨렸을 때 1791년 8월 필니츠 궁전에서 레오폴트 2세와 그의 회의에 영향을 미쳤다.  그는 프랑스의 루이 16세를 지지하는 데 동의하였다.  황제는 국왕의 예술적인 기질과 약한 프로이센의 재정 때문에 그의 약속에 믿음을 잃었다.  
그럼에 불구하고, 1792년 2월 7일 공식적인 오스트리아-프로이센 동맹이 맺어졌다.  프리드리히 빌헬름 2세는 그해와 1793년의 캠페인들에 참가하였다.  하지만 자금의 부족이 아직도 그를 괴롭혔다.  그의 상담들은 쇠퇴하는 폴란드의 정세에 의하여 산만했다.
1794년 4월 19일 헤이그에서 영국과 네덜란드 사이에 맺어진 보조금 조약은 어느 정도 그의 국가의 재정을 향상시켰으나 조건으로 왔다.  재정 보조를 위한 교환에서 동맹은 64,000명의 지상군을 요구하였다.
프리드리히 빌헬름 2세는 동시에 제1차 대프랑스 동맹에서 폴란드의 자신의 몫을 얻는 데 집학하였고 그 후에 냉담하게 전쟁에 참가하였다.  1795년 그는 동맹으로부터 참여를 철회하였고 프랑스와 바젤 조약을 맺었다.
1793년 분할을 따른 폴란드에서 반란과 러시아의 고립된 중재는 프랑스와 바젤 조약을 맺어야 했던 프리드리히 빌헬름 2세를 너무 위협하였다.  
거대한 군주들은 그것이 배신에 해당했다고 자신들이 믿었고 유럽에서 프로이센을 보이콧 시키면서 프랑스와 동맹을 반대하였다.
프로이센은 1793년과 1795년 폴란드의 비용이 아닌 몇몇의 영토들을 얻었다.  게다가 국가는 거의 파산했고, 군대는 고갈되었고, 재정적 혼란이 우세하였으며 군주는 망신을 당했다.
1795년 제3차 폴란드 분할에 이어 프로이센이 얻은 영토들은 바르샤바 같은 거의 독일인 인구가 없던 지방들을 포함하였다.  이 일은 심하게 국가의 자원을 고갈시켰다.  이어진 친폴란드 반란이 국가에 추가적인 피해를 입혔다.
다른 얻어진 영토들 중에는 안스바흐와 바이로이트 (1791년), 단치히와 토른이 있었다.
예술적 추구를 위하여 프리드리히 빌헬름 2세의 감탄으로 인하여 그의 군림은 문화의 붐을 목격하였다.  수도 베를린은 문화적 중심지가 되었다.
그는 미술, 건축, 연극과 음악에 용기를 주었다.  그가 좋아했던 모차르트와 베토벤은 가끔 그를 방문하여 그를 위하여 실내악을 상연하였다.  몸짓을 위한 교환에 국왕은 그들에게 자신의 첼로 연주 실력을 과시하였다.  
그의 통치 아래 건축 개발은 포츠담에 있는 왕실 저택 "마르모팔라이스"와 이제 독일에서 가장 잘 알려진 랜드마크들 중의 하나인 베를린에 있는 브란덴부르크 문 같은 그 시대에 건설된 건물들에서 목격될 수 있었다.

## 사망
1797년 11월 16일 프리드리히 빌헬름 2세는 포츠담에서 사망하여 베를리너 돔에 안장되었다.  그의 아들 프리드리히 빌헬름 3세가 그를 계승하였다.
부자 관계는 우호적이지 않았다.  프리드리히 빌헬름 2센는 자신의 부친의 생활 방식을 경멸하였다.  그러므로 그가 국왕이 되었을 때 그는 자신이 부도덕한 것으로 숙고한 부친의 군림으로부터 즉시 모든 제도를 폐지하였다.

## 자녀
브라운슈바이크볼펜뷔텔의 엘리자베트 크리스티네와 첫 결혼을 했다.
| 사진 | 이름                        | 생일           | 사망                 | 기타                                             |
| ---- | --------------------------- | -------------- | -------------------- | ------------------------------------------------ |
|      | 프리데리케 폰 프로이센 왕녀 | 1767년 3월 7일 | 1820년 8월 6일(53세) | 요크와 올버니의 공작 프레더릭과 결혼, 자녀 없음. |

헤센다름슈타트의 프리데리케와 재혼했다.
| 사진 | 이름                     | 생일             | 사망                   | 기타                                   |
| ---- | ------------------------ | ---------------- | ---------------------- | -------------------------------------- |
|      | 프리드리히 빌헬름 3세    | 1770년 8월 3일   | 1840년 6월 7일(69세)   | 프로이센 차기 국왕, 5남 5녀            |
|      | 크리스티네               | 1772년           | 1773년                 | 요절                                   |
|      | 프로이센의 루트비히 카를 | 1773년 11월 5일  | 1796년 12월 28일(23세) | 2남 1녀.                               |
|      | 빌헬미나                 | 1774년 11월 18일 | 1837년 10월 12일(62세) | 네덜란드 빌럼 1세 왕비, 5남 1녀        |
|      | 아우구스타               | 1780년 5월 1일   | 1841년 2월 19일(60세)  | 헤센 선제후 빌헬름 2세와 결혼, 3남 3녀 |
|      | 하인리히                 | 1781년 12월 30일 | 1846년 7월 12일(64세)  |                                        |
|      | 빌헬름                   | 1783년 7월 3일   | 1851년 9월 28일(68세)  | 5남 4녀                                |

두 사람의 아내 외에도 여러 애인과의 사이에서 많은 자녀를 두었다.